# Give Peace a Chance
A "Give Peace a Chance" (Adj esélyt a békének) John Lennon egyik legismertebb dala. 1969. június 1-én vették fel, a híres „Ágyban” (Bed-In) keretében, hogy a békét támogassák. A felvétel a montreali Queen Elizabeth Hotel 1472-es szobájában készült. A szállodának azóta ez a leggyakrabban igényelt szobája annak ellenére, hogy semmi luxus nincs benne.

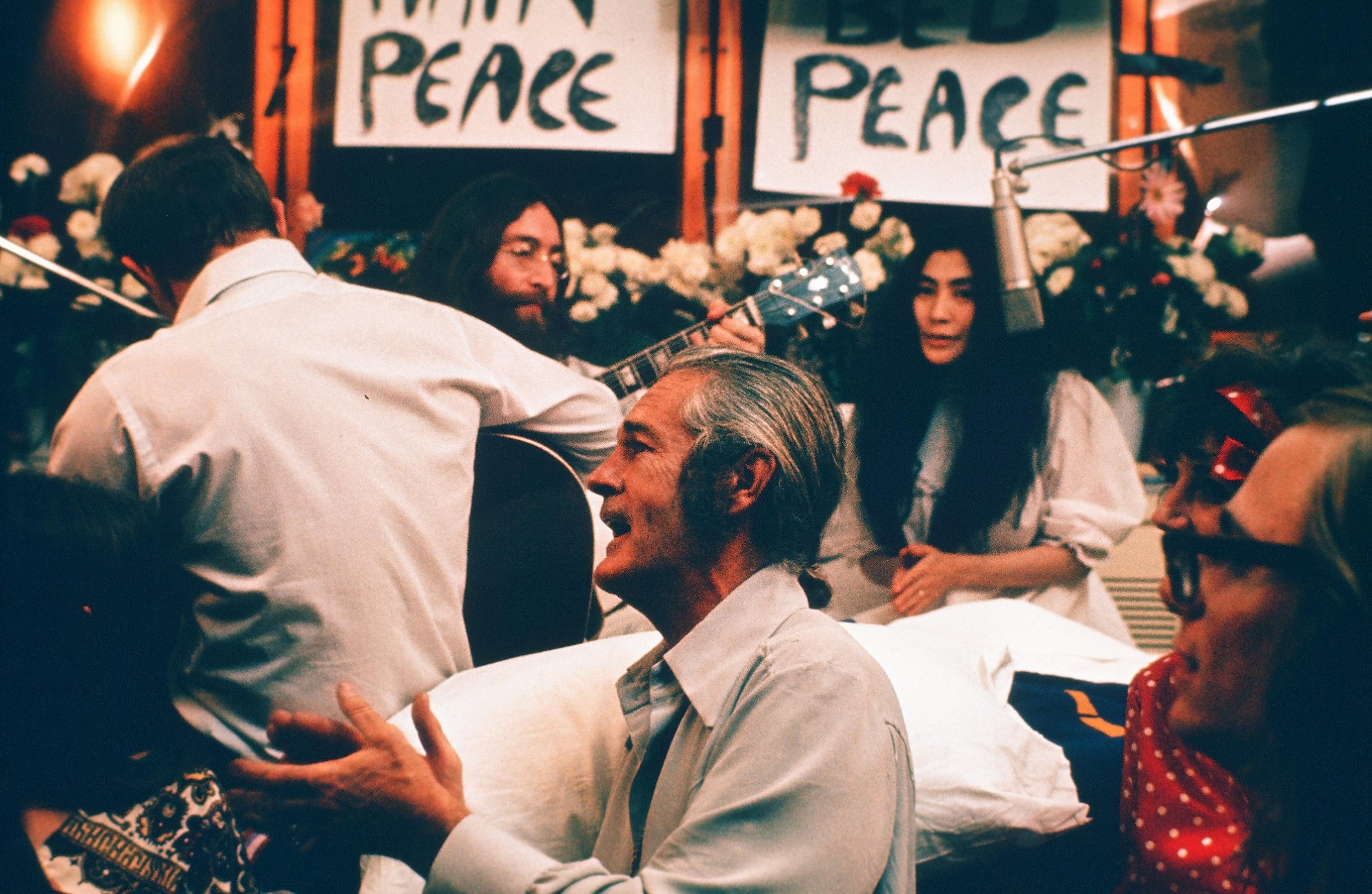
Lennon, Ono, Timothy Leary (elől) és barátaik a dal felvételén

Az esemény elején egy riporter megkérdezte Johnt, hogy mit akar csinálni. John hirtelen csak annyit mondott, hogy „All we are saying is give peace a chance” („Csak annyit mondunk, adj esélyt a békének”), de tetszett neki a mondat, és egy dalt csinált belőle. Többször elénekelte, és végül május 31-én kikölcsönöztek egy 8 sávos magnót, és az ágyban felvették. A felvételen tucatnyi újságíró és több híresség is ott volt, például Allen Ginsberg és Timothy Leary. A "Give Peace a Chance" volt az első kislemez, amit egy Beatle egyedül vett fel; Nagy-Britanniában 1969. július 4-én jelent meg a The Plastic Ono Band neve alatt, szerzőként John Lennon és Paul McCartney neve volt feltüntetve. Az USA-ban 14. lett, Európában viszont ekkor jelent meg a Rolling Stones-tól a "Honky Tonk Woman".
A dal a béke himnuszává vált, és gyakran éneklik demonstrációkon.
Amikor Lennon Live in New York City című albumát az 1990-es években újra kiadták, a dal egyedüli szerzőjeként Lennont tüntették fel.
Válaszként a 2001. szeptember 11-i merényletekre, Yoko Ono 2003-ban egy újrakevert változatot jelentetett meg.